# Врхи Преградски
Врхи Преградски су насељено место у саставу града Преграде у Крапинско-загорској жупанији, Хрватска. До територијалне реорганизације у Хрватској налазили су се у саставу старе општине Преграда.

## Становништво
На попису становништва 2011. године, Врхи Преградски су имали 395 становника.

## Попис1991.
На попису становништва 1991. године, насељено место Врхи Преградски је имало 411 становника, следећег националног састава:
| Попис 1991.‍  | Попис 1991.‍  | Попис 1991.‍ | Попис 1991.‍ | Попис 1991.‍ |
| ------------ | ------------ | ----------- | ----------- | ----------- |
|              |              |             |             |             |
| Хрвати       | Хрвати       |             | 405         | 98,54%      |
| Словенци     | Словенци     |             | 3           | 0,72%       |
| Срби         | Срби         |             | 1           | 0,24%       |
| регион. опр. | регион. опр. |             | 2           | 0,48%       |
| укупно: 411  |              |             |             |             |